# Actinote calymma
Actinote calymma är en fjärilsart som beskrevs av Jordan 1913. Actinote calymma ingår i släktet Actinote och familjen praktfjärilar. Inga underarter finns listade i Catalogue of Life.